# Orthotrichum fenestratum
Orthotrichum fenestratum är en bladmossart som beskrevs av Jules Cardot och Thériot 1902. Orthotrichum fenestratum ingår i släktet hättemossor, och familjen Orthotrichaceae. Inga underarter finns listade i Catalogue of Life.